# Sizewell
Sizewell is een klein vissersplaatsje aan de kust in het bestuurlijke gebied East Suffolk, in het Engelse graafschap Suffolk.
Het behoort tot de burgerlijke parochie van Leiston en ligt aan de Noordzeekust net ten noorden van het grotere vakantiedorp Thorpeness, tussen de kustplaatsen Aldeburgh en Southwold.
Het dorp maakte deel uit van het landgoed van de familie Ogilvie, die nog steeds eigenaar van de grond is. Er zijn wat vakantiehuisjes en er is een grote kerncentrale.

## Kerncentrale
- Sizewell A1: Magnox-reactor, 210 MW, start bouw in 1961, commercieel in gebruik sinds 1966, stilgelegd in 2006
- Sizewell A2: Magnox-reactor, 210 MW, start bouw in 1961, commercieel in gebruik sinds 1966, stilgelegd in 2006
- Sizewell B: PWR-reactor, 1198 MW, start bouw in 1988, commercieel in gebruik sinds 1995

|  |

## Monument
Op de plaats waar Engelandvaarders Willem en Henri Peteri op 21 september 1941 met een opvouwbare kano aankwamen nadat zij 56 uur tevoren Katwijk hadden verlaten werd op 17 juni 2009 door de weduwe van Henri Peteri een monument onthuld. Het bestaat uit een sokkel waarop drie bronzen riemen staan. Op de geknakte riem staat de tekst:   

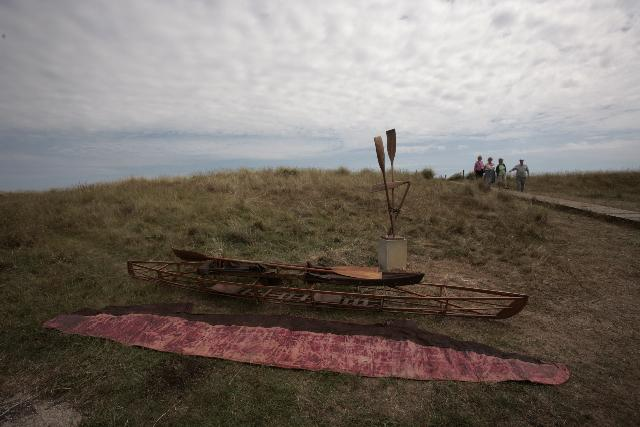

In memory of the thirty-two young Dutchmen 

who tried to escape to England by kayak

during World War II to join the Allied Forces. 

Eight of them reached the English coast.
The last living survivor dedicated this memorial

to his brothers in arms who were less fortunate

he reached England - and freedom - 

on this beach on 21 September 1941.
Toen de foto gemaakt werd lag op de voorgrond het houten frame van hun kano en het rode doek dat daaromheen gespannen werd.